# Damia
Nella mitologia greca, Damia era il nome di una divinità dedita alla fertilità.

## Nel mito
Si tratta di una divinità venerata in molte zone della Grecia e a Taranto insieme con la dea Auxesia. Entrambi questi nomi vengono anche considerati degli appellativi sia di Demetra, che di Bona e di Persefone.